# Ctenochira clara
Ctenochira clara là một loài tò vò trong họ Ichneumonidae.